# Sexy Cora
Carolin Ebert, coniugata Wosnitza (Berlino, 2 maggio 1987 – Amburgo, 20 gennaio 2011), fu un'attrice pornografica tedesca il cui più noto pseudonimo fu quello di Sexy Cora.
Morì prematuramente a 23 anni ad Amburgo per le complicazioni susseguenti a un intervento chirurgico.

## Biografia
Nativa di Berlino, dopo la separazione dei propri genitori crebbe dall'età di due anni presso i nonni materni in un villaggio rurale vicino Schwerin, non lontano da Amburgo.
Trascorse un breve periodo dell'adolescenza con la madre e il nuovo compagno di lei, padre di due figli, ma la convivenza fu difficile e tumultuosa e a 15 anni tornò dai nonni.
In quel periodo, in cui era usa frequentare discoteche, fu votata dal pubblico Miss Arschgeweih (quest'ultimo è il termine volgare con cui, in tedesco, si indica il tatuaggio lombare esteso tra i due fianchi).
Iniziò gli studi di infermieristica ma fu costretta a interromperli a causa di una malformazione dell'anca, e nel 2005 lasciò definitivamente la scuola per trasferirsi ad Amburgo con il suo fidanzato (e, successivamente, manager), Tim Wosnitza, che gli regalò la sua prima chirurgia al seno.
L'ingresso nell'industria del sesso avvenne sia come performer in webcam che come prostituta, mestiere che esercitò per 8 settimane ad Amburgo; nel frattempo, nel 2006, aveva sposato Wosnitza, nome con cui l'attrice figurò agli inizi di carriera: fino al 2009 non prese parte a grandi produzioni ma distribuiva film pornografici autoprodotti, per lo più contenenti scene di sesso con il suo stesso marito.
In tale periodo intraprese anche un tentativo, fallito, di produrre la scena di blowbang (una performance di sesso orale di gruppo) con il maggior numero di uomini: nel 2008 si propose di praticare fellatio su 200 riceventi, ma dovette interrompere al settantacinquesimo ed essere trasportata d'urgenza in ospedale per sopravvenute complicazioni gastriche e respiratorie.
Il giro d'affari dell'attrice, che nel frattempo aveva assunto lo pseudonimo di Sexy Cora, era aumentato pur rimanendo nel campo artigianale, e la sua casa di produzione aveva avviato il canale di vendita per posta dei CD dei propri video.
Nel 2009 ebbe una prima puntata nel mainstream figurando come ospite nel video Frust? del rapper D-Bo e, in quello stesso anno, per la propria casa di produzione omonima sexycora, filmò e distribuì Versaute Freizeit (traducibile come Relax perverso) con cui si aggiudicò nel 2010 il premio Venus a Berlino in due categorie: miglior performer dilettante e miglior set di giocattoli hard per adulti.
Ancora nel 2010 apparve davanti al pubblico generalista come concorrente del Grande Fratello tedesco, nella cui casa rimase 43 giorni, e incise un singolo musicale, My Love - La, La, La.

### La morte prematura

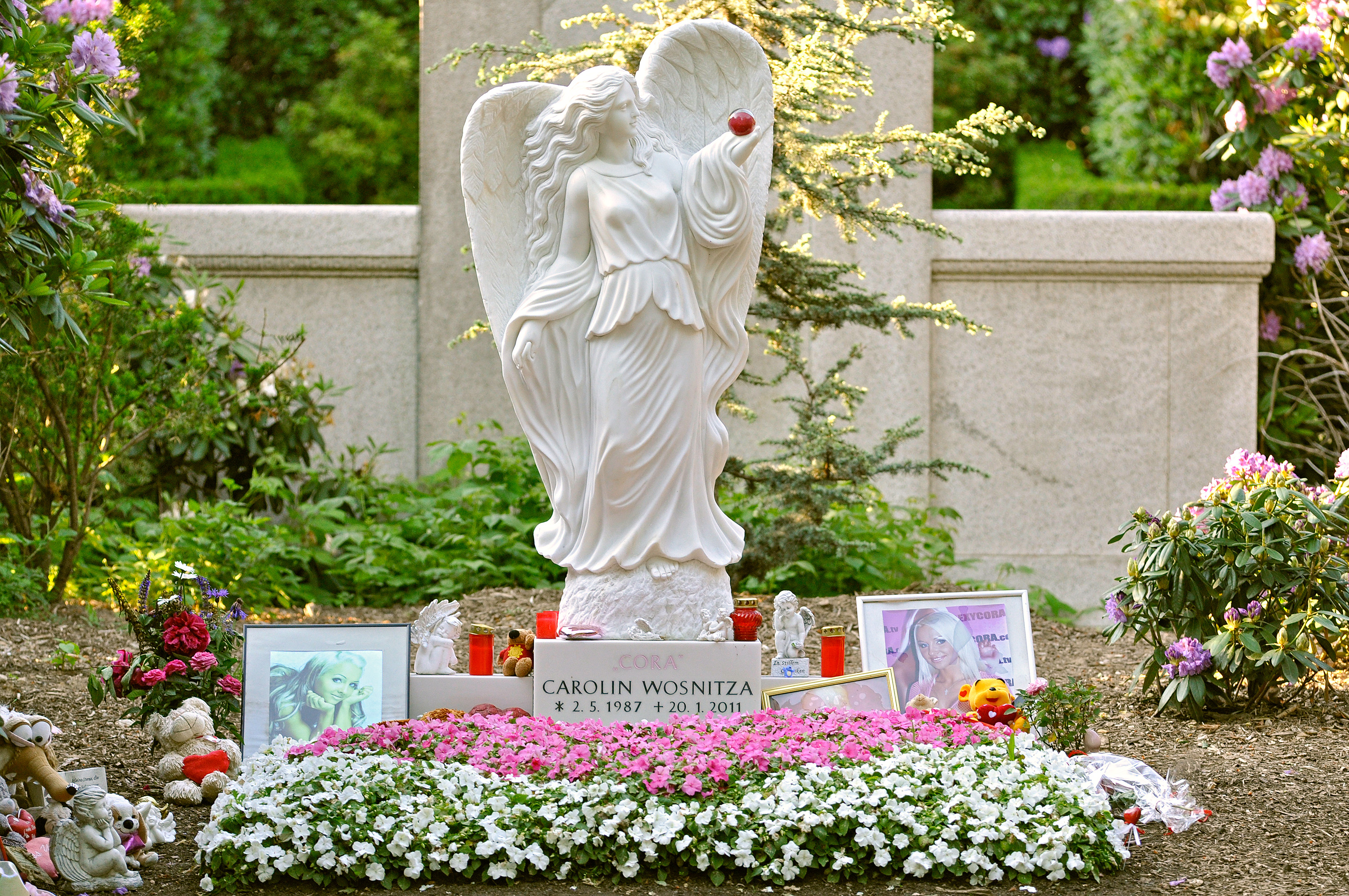
Tomba di Carolin Ebert Wosnitza al cimitero di Ohlsdorf ad Amburgo

A tutto il 2010 Carolin Ebert si era complessivamente sottoposta a cinque interventi di aumento del seno; il 13 gennaio 2011 era in programma in una clinica di Amburgo un sesto per aumentare il peso delle due mammelle a 800 grammi ciascuna rispetto ai precedenti 500.
Durante l'operazione, tuttavia, subì un arresto cardiaco e fu trasportata d'urgenza dalla clinica a un ospedale, subendo un secondo arresto in ambulanza.
Il blocco circolatorio che ne derivò provocò danni cerebrali all'attrice che non si risvegliò mai dal coma farmacologico cui fu indotta, e il 20 gennaio sopraggiunse la morte; l'autorità giudiziaria di Amburgo dispose l'autopsia sulla salma e mise sotto inchiesta i sanitari che avevano in cura la donna nella clinica chirurgica.
Il corpo fu rimesso a disposizione dei familiari a fine gennaio e il 2 febbraio successivo avvenne la sepoltura a Ohlsdorf: le autorità cimiteriali contestarono a Tim Wosnitza la presenza sulla tomba di una statua giudicata «troppo sexy» e «offensiva per gli altri visitatori del camposanto»; il vedovo della pornostar si rifiutò comunque di rimuoverla.
A febbraio 2013 l'inchiesta appurò che la causa della morte della donna fu una grave negligenza dell'anestesista che non controllò la corretta ventilazione e ossigenazione della paziente, complici anche le dotazioni non all'avanguardia della clinica.
Il sanitario, di 56 anni, fu condannato a 14 mesi di reclusione: la sentenza espose la clinica ad azioni civili, cosa che Wosnitza intraprese quanto prima.
A giugno 2016 il tribunale distrettuale di Amburgo condannò in solido la clinica e il suo anestesista a corrispondere al vedovo di Caroline Ebert una somma in seguito quantificabile tra «140 000 e 824 000 euro» per danno professionale a causa della morte della fonte di guadagno della coppia.
Nel calcolo dell'importo risarcitorio furono considerate sia le spese passive di alimenti, cure ed esequie, sia variabili come il guadagno mensile di Wosnitza e l'aspettativa di carriera di Sexy Cora fino a circa 35 anni anche se lo stesso Wosnitza sostenne in giudizio che sua moglie poteva esibirsi fino ai sessanta: il tribunale tuttavia rigettò quest'ultima pretesa sulla base che l'industria pornografica ha un costante ricambio e quindi performer più anziani, intesi come quelli che hanno superato la soglia dei 35 anni, hanno meno aspettative di guadagno rispetto a quelli più giovani.

## Filmografia
- Versaute Freizeit (2009)
- Be Famous (2010)
- Gegengerade - Niemand siegt am Millerntor! (2011)
- Dirty-Tracy (2011)

## Discografia
- My Love – La, La, La (2010)
- Lass uns kicken (Alles klar wunderbar) (2010)

## Palmarès
Venus Awards
- 2010 - miglior attrice amatoriale tedesca

Erotixxx Award
- 2010 - miglior attrice amatoriale